# 图里巴站
图里巴站是里加-葉爾加瓦鐵路线上的一个火车站；车站位于里加南部的阿特加泽内的图里巴大学附近。该火车站于2003年8月29日通车，附近的公交车站则是由图里巴大学出资建造的。

## 图集

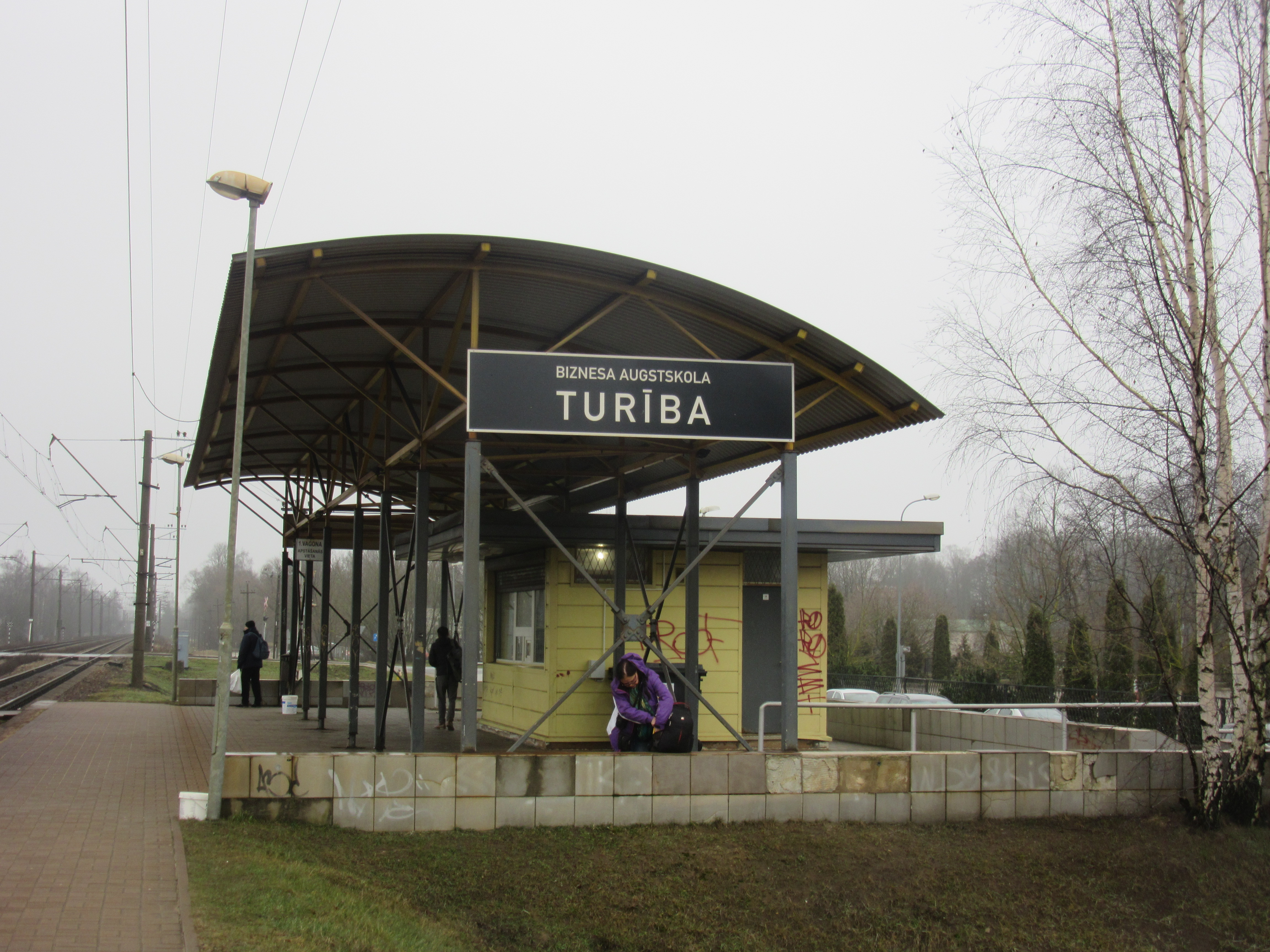
2020年的图里巴站
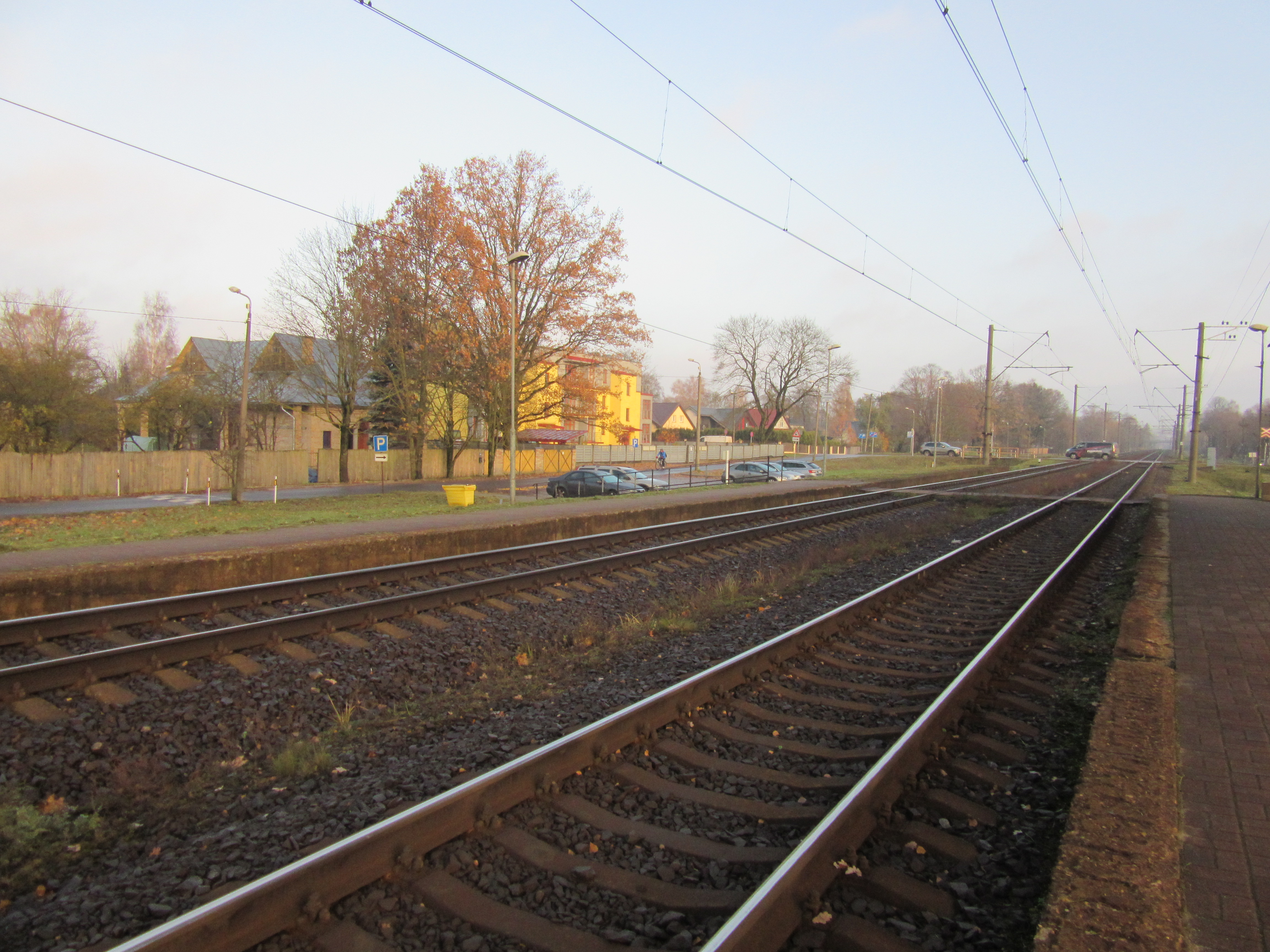
向里加方向的铁轨
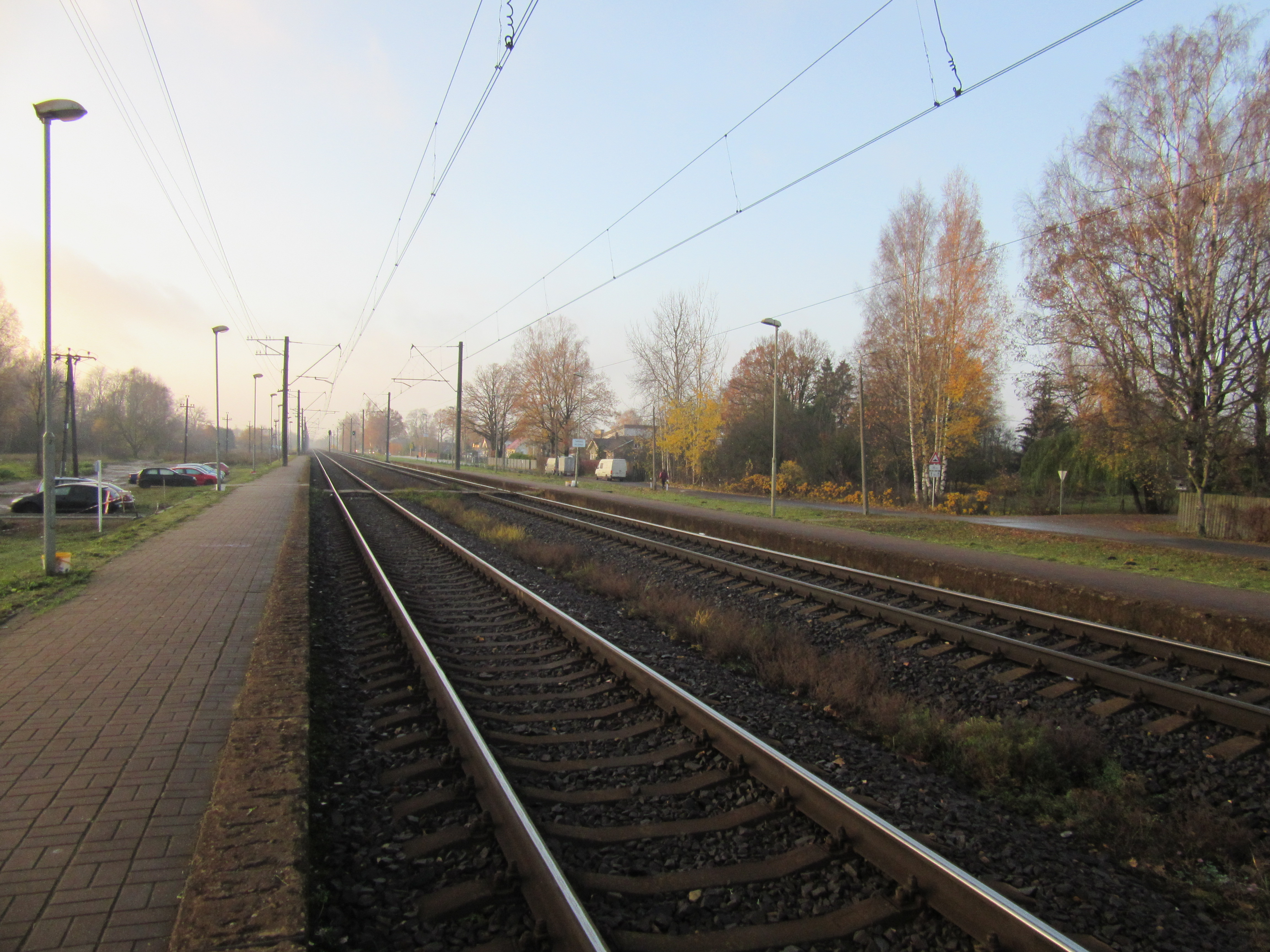
向叶尔加瓦方向的铁轨